# تئو میدلکامپ
تئو میدلکامپ (هلندی: Theo Middelkamp; ۲۳ فوریهٔ ۱۹۱۴ – ۲ مهٔ ۲۰۰۵) دوچرخه‌سوار اهل هلند بود.
وی در مسابقات کشوری و بین‌المللی در مجموع برندهٔ ۱ مدال طلا، ۱ مدال نقره، ۱ مدال برنز شده‌است.